# Argıl Kasabası
 (mai 2011).
Si vous disposez d'ouvrages ou d'articles de référence ou si vous connaissez des sites web de qualité traitant du thème abordé ici, merci de compléter l'article en donnant les références utiles à sa vérifiabilité et en les liant à la section « Notes et références ».
Argıl, ou Argıl Kasabası en turc, est un bourg de 5 300 habitants environ, attaché à l'arrondissement d'Halfeti et à la province de Şanliurfa

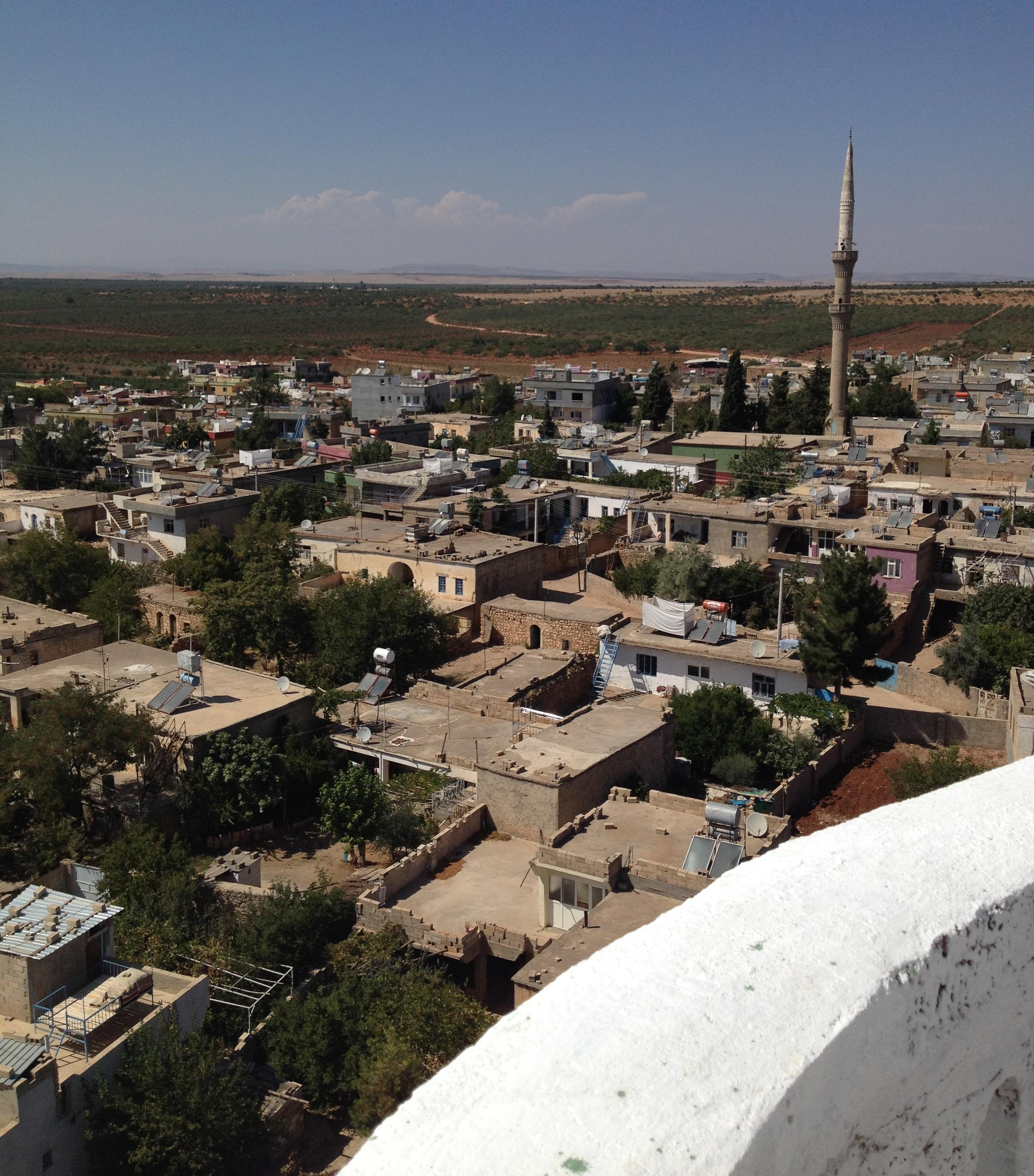
Le centre du bourg

Argıl est le plus grand bourg de l'arrondissement d'Halfeti et il continue à se développer notamment grâce à l'agriculture et à l'élevage. Les produits les plus cultivés sont la pistache, le raisin, la pastèque, le melon, la tomate.